# Мобільний кондиціонер
Мобільний кондиціонер — це портативний пристрій для охолодження та, в деяких випадках, обігріву повітря в приміщеннях, де встановлення стаціонарних систем кондиціонування є неможливим або небажаним. Вони забезпечують комфортний мікроклімат без потреби в складному монтажі та можуть легко переміщуватися між кімнатами.

## Типи
Моноблокові кондиціонериУсі компоненти розміщені в одному корпусі. Тепле повітря виводиться назовні через гнучкий повітропровід, який зазвичай виводять через вікно або отвір у стіні.
Мобільні спліт-системиСкладаються з двох блоків — внутрішнього та зовнішнього, з'єднаних між собою гнучкими трубками. Така конструкція дозволяє знизити рівень шуму в приміщенні, оскільки компресор знаходиться зовні.

## Переваги
МобільністьЛегко переміщуються між кімнатами, що дозволяє використовувати їх там, де це найбільш потрібно.
Простота встановленняНе потребують складного монтажу; достатньо підключити до електромережі та забезпечити відведення теплого повітря.
Відсутність потреби в стаціонарному встановленніІдеальні для орендованих приміщень або місць, де неможливо встановити стаціонарний кондиціонер.

## Недоліки
Рівень шумуБільшість моделей є досить шумними, оскільки компресор знаходиться всередині приміщення.
Необхідність відведення теплого повітряПотребують виведення повітропроводу назовні, що може бути незручним.
Обмежена потужністьЗазвичай підходять для охолодження невеликих приміщень.

## Критерії вибору
Потужність охолодженняВибирайте модель відповідно до площі приміщення.
Рівень шумуЗвертайте увагу на показники шуму, особливо якщо плануєте використовувати кондиціонер у спальнях або робочих зонах.
ЕнергоефективністьВисокий клас енергоефективності дозволить знизити витрати на електроенергію.
Додаткові функціїДеякі моделі оснащені функціями обігріву, осушення повітря, таймером або дистанційним керуванням.

## Популярні моделі
- Cooper&Hunter CH-M08MC: Компактна модель з низьким рівнем шуму та високою енергоефективністю.
- Electrolux Art Style EACM-10 HR/N3: Оснащений функцією обігріву та сучасним дизайном.
- WetAir WPAC-M07K: Бюджетний варіант з базовими функціями охолодження.

## Виносок
Мобільні кондиціонери є чудовим рішенням для тих, хто шукає гнучкість та простоту в забезпеченні комфортного мікроклімату. Враховуючи їх переваги та недоліки, важливо ретельно підходити до вибору моделі, щоб вона відповідала вашим потребам та умовам експлуатації.